# Brevinychus mbandu
Brevinychus mbandu är en spindeldjursart som beskrevs av Meyer 1974. Brevinychus mbandu ingår i släktet Brevinychus och familjen Tetranychidae. Inga underarter finns listade.